# Cremónidas
Cremónidas fue un político ateniense del partido democrático (siglo III a. C.). Adepto al estoicismo, fue discípulo de Zenón de Citio. Alma de la oposición nacionalista a Antígono II Gónatas, consiguió derrotar al partido promacedónico y hacerse con el gobierno.
A instigación suya, Atenas votó declarar la guerra al rey de Macedonia, por lo que dicha guerra se conoce como guerra de Cremónidas (266 a. C.-261 a. C.) Con ella se pretendía evocar el pasado glorioso de la tradicional lucha ateniense contra los tiranos, pero los tiempos habían cambiado. Ahora, Atenas era un simple peón en la lucha estratégica entre Macedonia y Egipto. En efecto, Antígono invadió el Ática, y los esfuerzos combinados de Atenas, Esparta, Egipto y el Epiro, no bastaron para contenerle.
Ptolomeo II Filadelfo envió una flota, que en combinación con el ejército del rey espartano Areo I debía atacar el Ática, pero ni siquiera pudieron penetrar en ella, al estar dominado Corinto por Crátero, hermano de Antígono. Los aliados se retiraron y Atenas tuvo que rendirse en el trascurso del invierno entre 262 y 261 a. C. Cremónidas fue depuesto y sustituido por un estratego de Antígono.
La autonomía de Atenas terminó para siempre. Perdió la facultad de acuñar moneda y la de elegir a sus magistrados. En adelante, el único papel que le reservará el futuro será el de ciudad de la cultura, papel que conservará hasta la conquista romana y más allá.